# Zbiór ustaw pruskich
Zbiór ustaw pruskich (niem. Preußische Gesetzsammlung) – pruski urzędowy zbiór aktów prawnych, wydawanych przez króla Prus (od 1871 będącego zarazem cesarzem II Rzeszy).
Od XVIII wieku do 1906 roku zbiór określano mianem „Gesetzsammlung für die Königlichen-Preussischen Staaten”, tj. „Zbiór Praw dla Państw Królestwa Pruskiego”. Było to związane z tym, iż królestwo Prus było konglomeratem różnych terytoriów o odmiennym statusie prawnym. Od 1907 do 1918 zbiór nazywano „Gesetzsammlung für Preußen” (Zbiór ustaw pruskich). Nazwa ta przeszła do powszechnego obiegu i była też stosowana w czasach II RP dla określenia miejsca publikacji pruskich aktów prawnych, obowiązujących w byłym zaborze pruskim po 1918 roku.
Zbiory ustaw pruskich zawierały akty prawne, ustawy, rozporządzenia, statuty oraz wzory różnych obowiązujących druków urzędowych. Akty prawne ukazywały się nieregularnie zachowując jednak ciągłą paginację w ciągu danego roku kalendarzowego. W odróżnieniu od sposobu cytowania przyjętego dla polskich zbiorów urzędowych (Dziennika Ustaw, Monitora Polskiego itp.), to jest tytuł zbioru, numer i pozycja; akty prawne ze Zbioru ustaw pruskich cytuje się podając rok zbioru i numer strony, np. Ustawa z 24 lutego 1870 r. o izbach handlowych („Zbiór ustaw pruskich” rok 1870, s. 134). Polski skrót: Zb. Pr. Pr.